# کارل گربه
کارل گربه (آلمانی: Carl Gräbe؛ ۲۴ فوریهٔ ۱۸۴۱ – ۱۹ ژانویهٔ ۱۹۲۷) یک شیمی‌دان اهل آلمان بود.